# باتريك برغر
باتريك برغر (بالألمانية: Patrick Bürger)‏ (27 يونيو 1987 في النمسا - ) هو لاعب كرة قدم نمساوي في مركز الهجوم. شارك مع منتخب النمسا تحت 20 سنة لكرة القدم ومنتخب النمسا لكرة القدم. أما مع النوادي، فقد لعب مع نادي ماترسبرغ ونادي هارتبيرغ.

## وصلات خارجية
- باتريك برغر على موقع قاعدة بيانات كرة القدم.إي يو (الإنجليزية)
- باتريك برغر على موقع ناشيونال فوتبول تيمز (الإنجليزية)
- باتريك برغر على موقع Soccerway.com (الإنجليزية)
- باتريك برغر على موقع عالم كرة القدم.نت (الإنجليزية)